# Dmitrij Smilevski
Dmitrij Smilevski (in russo Дмитрий Смилевски?; Mosca, 2000) è un ballerino russo, primo ballerino del balletto Bol'šoj dal 2023.

## Biografia
Nato a Mosca in una famiglia di ballerini, Dmitrij Smilevski ha studiato danza all'accademia statale di coreografia e, immediatamente dopo aver conseguito il diploma nel 2019, è stato scritturato dal Balletto Bol'šoj. Già nella sua prima stagione con la compagnia ha danzato ruoli di rilievo quali l'Idolo di bronzo ne La Bayadère (Grigorovič) e Florizel in The Winter's Tale (Wheeldon) e la sua prima parte da protagonista, quella di Frantz in Coppélia (Vicharev).
Nel 2021 ha ampliato il proprio repertorio con ruoli come Benvolio nel Romeo e Giulietta (Ratmanskij), l'uccello azzurro ne La bella addormentata (Grigorovič) e il solista maschile nel pas de deux contadino di Giselle (Ratmanskij). L'anno successivo ha esordito nel ruolo di Siegfried ne Il lago dei cigni (Grigorovič), ha vinto il concorso internazionale di danza a Mosca e, al termine della stagione, è stato promosso al rango di solista. Nel 2023 viene proclamato primo ballerino della compagnia e debutta nei ruoli di Albrecht in Giselle (Grigorovič), Basilio in Don Chisciotte (Lacotte), Marco in Marco Espada (Lacotte) e James ne La Sylphide (Kobborg).